# Джаич, Стефан
Стефан Джайич (черног. Стефан Ђајић / Stefan Đajić; 24 декабря 1994, СРЮ) — черногорский футболист, нападающий.

## Карьера
Стефан начал свою карьеру в футбольном клубе «Сутьеска». Сначала он выступал за юношеский состав до 17 лет и принял участие в двух сезонах юношеской лиги: 2009/10 и 2010/11.
Затем Джайич был переведён в молодёжный состав и играл за него в сезоне 2011/12. Всего выходил на поле в 22 матчах и забил 6 голов. Также участвовал в розыгрыше лиги сезона 2012/13.
Дебют Войкана в основном составе «Сутьески» состоялся 24 ноября 2012 года в гостевом матче против «Зеты». Он вышел на поле на 60-й минуте матча вместо Срджана Бечелича. Матч закончился поражением «Сутьески» 0:1.

## Достижения
- Чемпион Черногории (2): 2013, 2014